# Iveco Bus Magelys
Le Magelys est un autocar de ligne interurbaine (national), d'excursion, de tourisme et de transport privé (dit Grand-tourisme). Il est fabriqué et commercialisé par les constructeurs Irisbus puis Iveco Bus de 2006 à 2020 dans l'usine d'Annonay en France. Dès 2013, Iveco Bus appose son logo sur la calandre. Il remplace l'Iliade ainsi que le New Domino. En 2016, il a été élu "Autocar de l'année".
En raison d'une production en diminution constante (qualité médiocre des plastiques intérieur, mésentente chronique du moteur Iveco Cursor 10), Iveco Bus a décidé d'arrêter de construire l'autocar Magelys en 2020 après l'arrêt de la production de l'Iliade par Irisbus en 2006 . L'interdiction d'accès à la capitale française annoncée pour 2024 est venue conforter cette décision. Iveco Bus travaille sur un remplaçant avec des motorisations GNV et hybrides, comme il équipe déjà sa gamme camions lourds.
Il sera lancé avec un moteur Iveco ayant la norme européenne de pollution Euro 4 puis au fil des années seront améliorés jusqu'à la norme Euro 6. Il sera produit dans l'usine d'Annonay en France.
Le nom Magelys a été choisi en hommage à Fernand de Magellan, un navigateur et explorateur du XVIe siècle.

## Historique

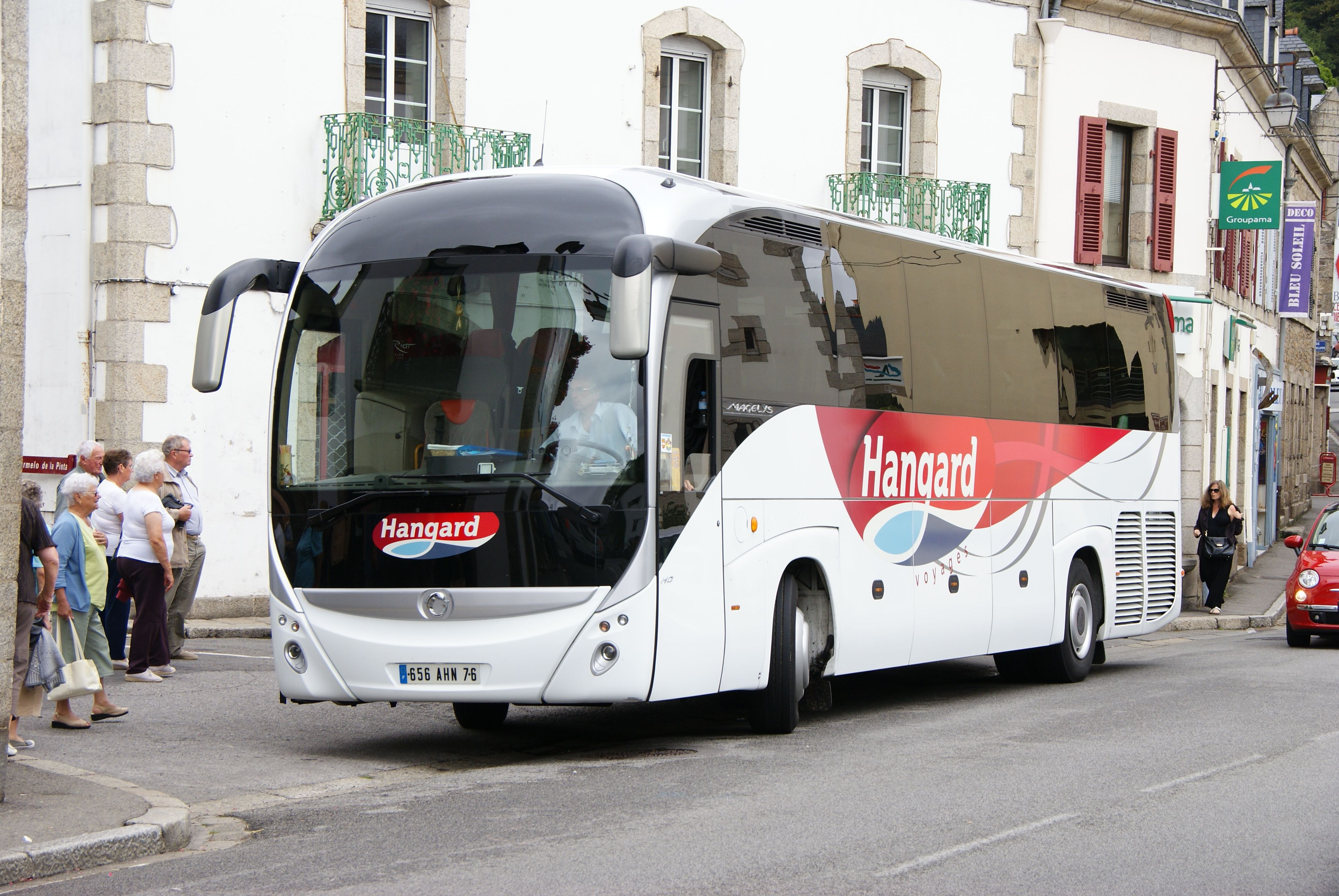
Irisbus Magelys HD.

Il est fabriqué et commercialisé entre 2007 et 2013 sous la marque Irisbus (filiale du constructeur Iveco), puis par Iveco Bus de 2013 à 2020. Il remplace l'Irisbus Iliade et le New Domino.

### Sous la marque Irisbus(2005 - 2013)
En 2007, Irisbus lance le Magelys. La gamme comporte trois longueurs : 12,2 m, 12,8 m et 13,8 m ; avec la possibilité de choisir parmi deux motorisations : l'Iveco Cursor 8 ou le Cursor 10.

### Sous la marque Iveco Bus(2013 - 2020)
Le 24 mai 2013, Iveco décide de remplacer la marque Irisbus par Iveco Bus. Tous les modèles sont renouvelés et rebadgés sauf l'Evadys qui ne sera pas renouvelé. L'aménagement intérieur du Magelys est revu avec l'utilisation de matériaux de meilleure qualité. La motorisation est simplifiée avec le moteur Iveco Cursor 9 développant 400 ch. Le passage à la norme de pollution Euro 6 s'accompagne également de changements visibles à l'extérieur : la calandre est modifiée, ornée du logo Iveco et équipée de feux avant rectangulaires communs à toute la gamme bus et cars Euro 6 d'Iveco Bus. À l'arrière, les feux sont également remplacés, le support de plaque d'immatriculation est modifié et centré. Sur le côté droit, deux grilles de ventilation sont ajoutées à l'arrière. Le dessin des passages de roues est simplifié.

### Résumé du Magelys
- Juin 2007 : présentation du Magelys.
- Début 2008 : lancement et commercialisation sous la marque Irisbus avec la version HD.
- 2008 : lancement de la version HDH.
- 2010 : lancement des versions Pro et Line.
- Septembre 2013 : lancement du Magelys, sous la marque Iveco Bus.
- 2016 : élu Autocar de l'année.
- mars 2017 : Iveco Bus fête le 2 000ème Magelys fabriqué à Annonay[3]
- Octobre 2019 : arrêt définitif de la production.
- Printemps 2020 : arrêt de la commercialisation.

| Générations                     | Production | Dérivés de chez Irisbus / Iveco Bus | Modèles similaires                                  |
| ------------------------------- | ---------- | ----------------------------------- | --------------------------------------------------- |
| Irisbus Magelys (2007 - 2013)   |            | Irisbus Evadys HD                   | MAN Lion's Coach ; Mercedes-Benz Tourismo & Travego |
| Iveco Bus Magelys (2013 - 2020) |            | Iveco Bus Evadys Pro                | MAN Lion's Coach ; Mercedes-Benz Tourismo & Travego |

## Description
Sa ligne épurée contribue à la fluidité et à la rondeur de Magelys. C'est un véhicule cossu et contemporain à la fois. Il dispose d'une surface vitrée de 30 % à 45 % supérieure à celle de ses concurrents afin d'augmenter le champ de vision des passagers.
Il est disponible en 3 versions : HD, HDH et Pro, toutes d'une largeur de 2 550 mm. Il est offert en 3 longueurs : 12,20 et 12,76 mètres en 2 essieux (HD & Pro) et 13,80 mètres en 3 essieux (HDH), et 2 hauteurs.
Les premières versions sont les Irisbus Magelys HD et HDH, disponibles en 12 ou 13 m pour l'HD et en 15 m pour l'HDH (double essieux, très peu produit). Le Magelys Pro d'Irisbus est reconnaissable grâce à ses phares, différents de l'HD. Cette version a été lancée en 2010, version simplifiée du Magelys HD avec la suppression de la porte conducteur, la simplification de la peinture des éléments de carrosserie, le panneau arrière différent, etc. Il existe également la version Magelys Line, plus économique que le Magelys Pro, reconnaissable aussi grâce à ses phares (le Magelys Pro à des diodes au-dessus des phares, absentes sur le Magelys Line).
Avec la transformation en Iveco Magelys, la gamme a été simplifiée. L'autocar est disponible en 2 longueurs (12,20 et 12,80 mètres) une seule hauteur, un seul moteur (l'Iveco Cursor 9) mais toujours avec plusieurs options au choix des transporteurs.

## Générations
Le Magelys a été produit avec 3 générations de moteurs Diesel : 
- Euro 4 : construits de 2007 à 2009, avec un moteur Iveco Cursor 8 ou 10.
- Euro 5 : construits de 2009 à 2014, avec un moteur Iveco Cursor 8 ou 10.
- Euro 6 : construits de 2014 à 2020, avec un moteur Iveco Cursor 9.

## Les différentes versions

### Irisbus Magelys HD
Version destinée à de l'excursion. Une couchette conducteur est disponible en option.
- Commercialisation : 2007 à 2013.
- Longueur : 12,20 et 12,80 m.
- Motorisation : Iveco Cursor 10 avec boîte de vitesses ZF Astronic.

### Irisbus Magelys HDH

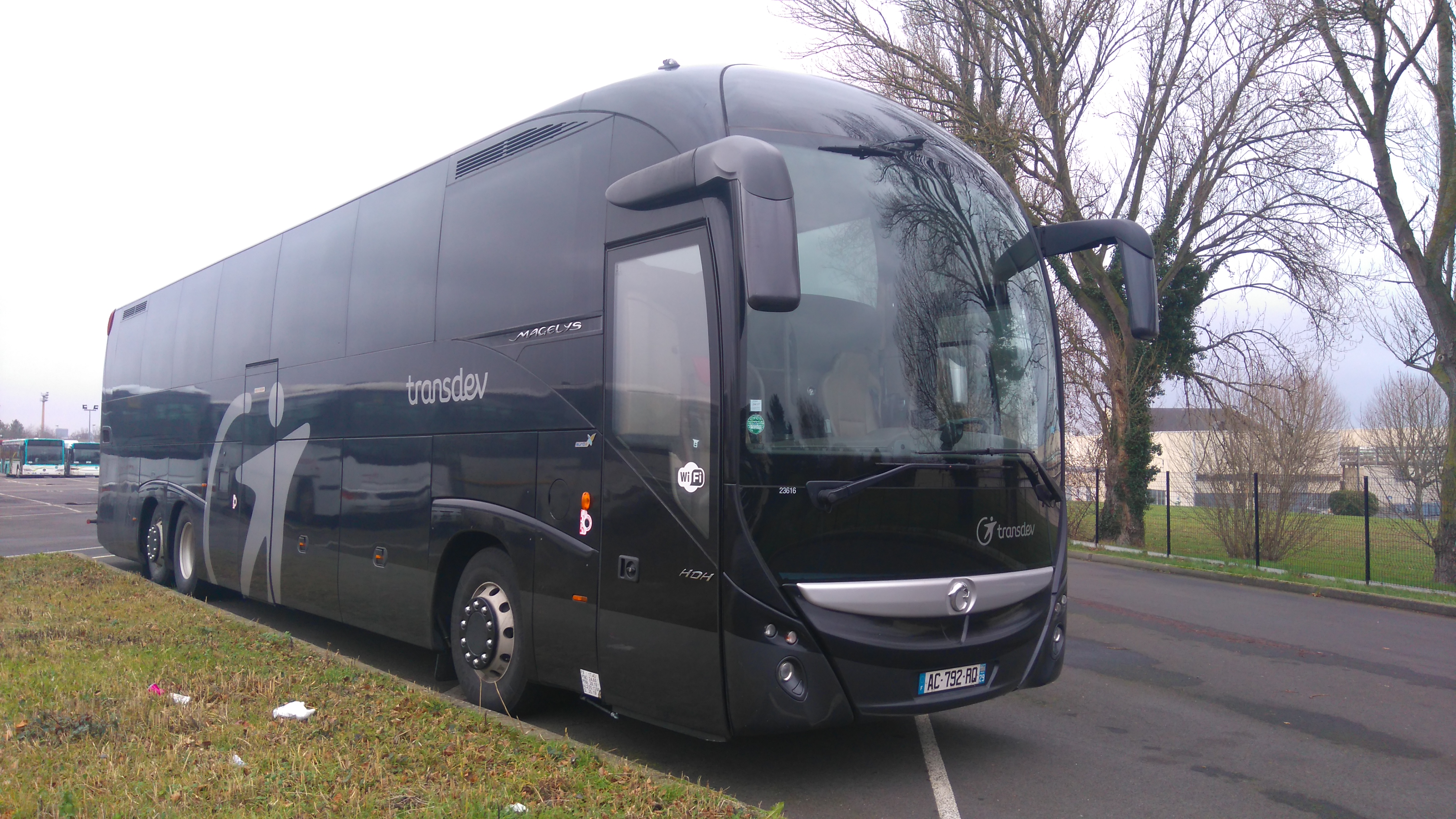
Un Irisbus Magelys HDH.

Version destinée à de l'excursion pouvant transporter 61 passagers. Il dispose de deux essieux arrière et a été très peu commercialisé.
- Commercialisation : 2007 à 2013.
- Longueur : 13,80 m.
- Motorisation : Iveco Cursor 10 avec boîte de vitesses ZF Astronic.

### Irisbus MagelysPro
Ce véhicule est généralement exploité sur des lignes régulières (départementales, régionales, TER...). Pour le différencier des versions HD et HDH, la face avant est légèrement modifiée. Sur la version longue de 12,80 m, un élévateur PMR est proposé en option.
- Commercialisation : 2010 à 2013
- Longueur : 12,20 et 12,80 m.
- Motorisation : Iveco Cursor 8 .

### Iveco Bus MagelysLine

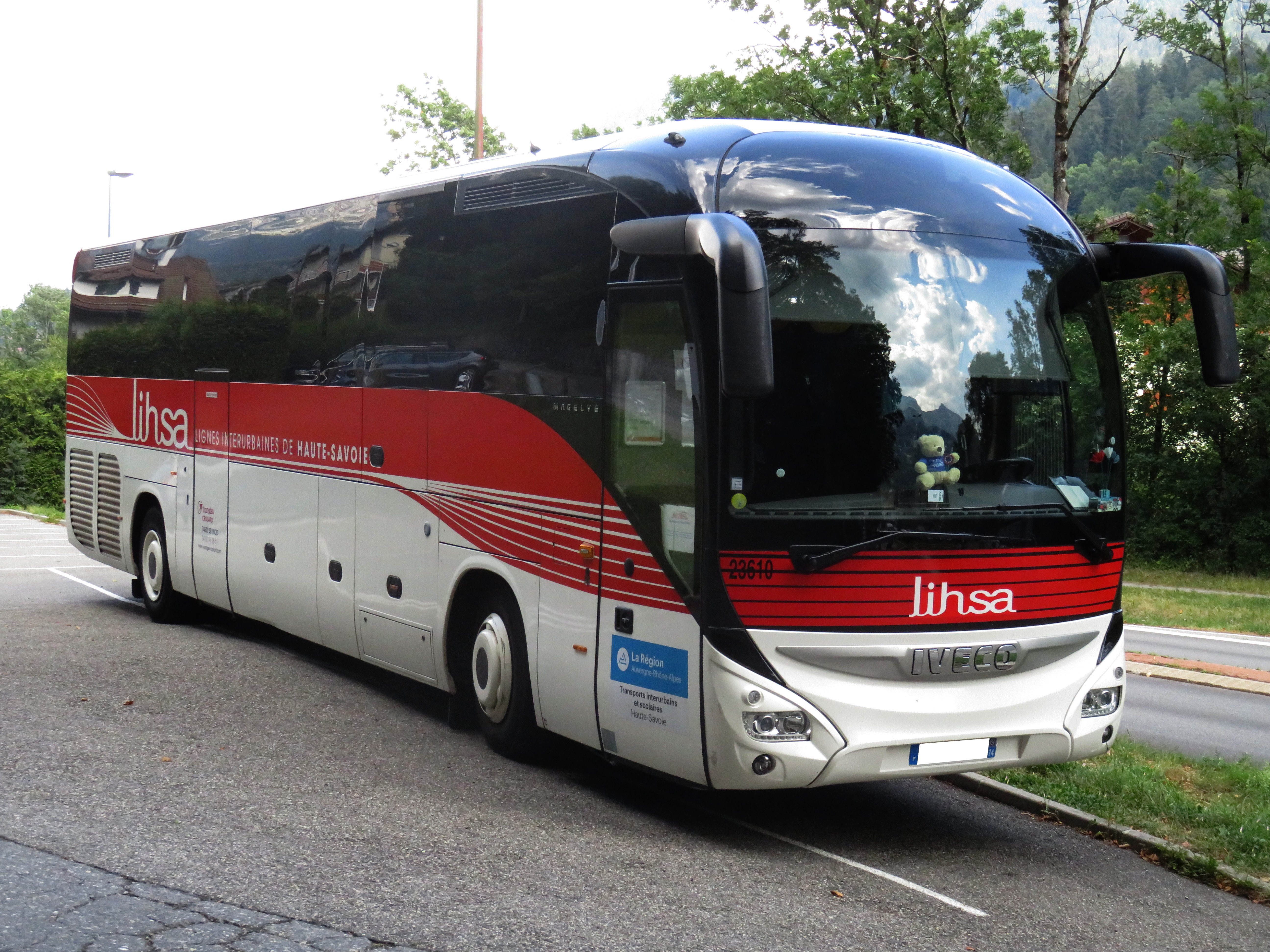
Iveco Bus Magelys Line.

Version destinée au transport sur lignes régionales ou nationales. Les phares à LED sont remplacés par des optiques bi-xénon. Dans cette version, l'autocar est équipé en série de girouette.
- Commercialisation : de 2013 à 2020.
- Longueur : 12,20 et 12,80 m.
- Motorisation : Iveco Cursor 9 avec boîte de vitesses ZF Astronic.

### Iveco Bus MagelysPro
Version Tourisme destinée aux excursions.
- Commercialisation : 2013 à 2020.
- Longueur : 12,20 et 12,80 m.
- Motorisation : Iveco Cursor 9 avec boîte de vitesses ZF Astronic.

### Iveco Bus MagelysLounge

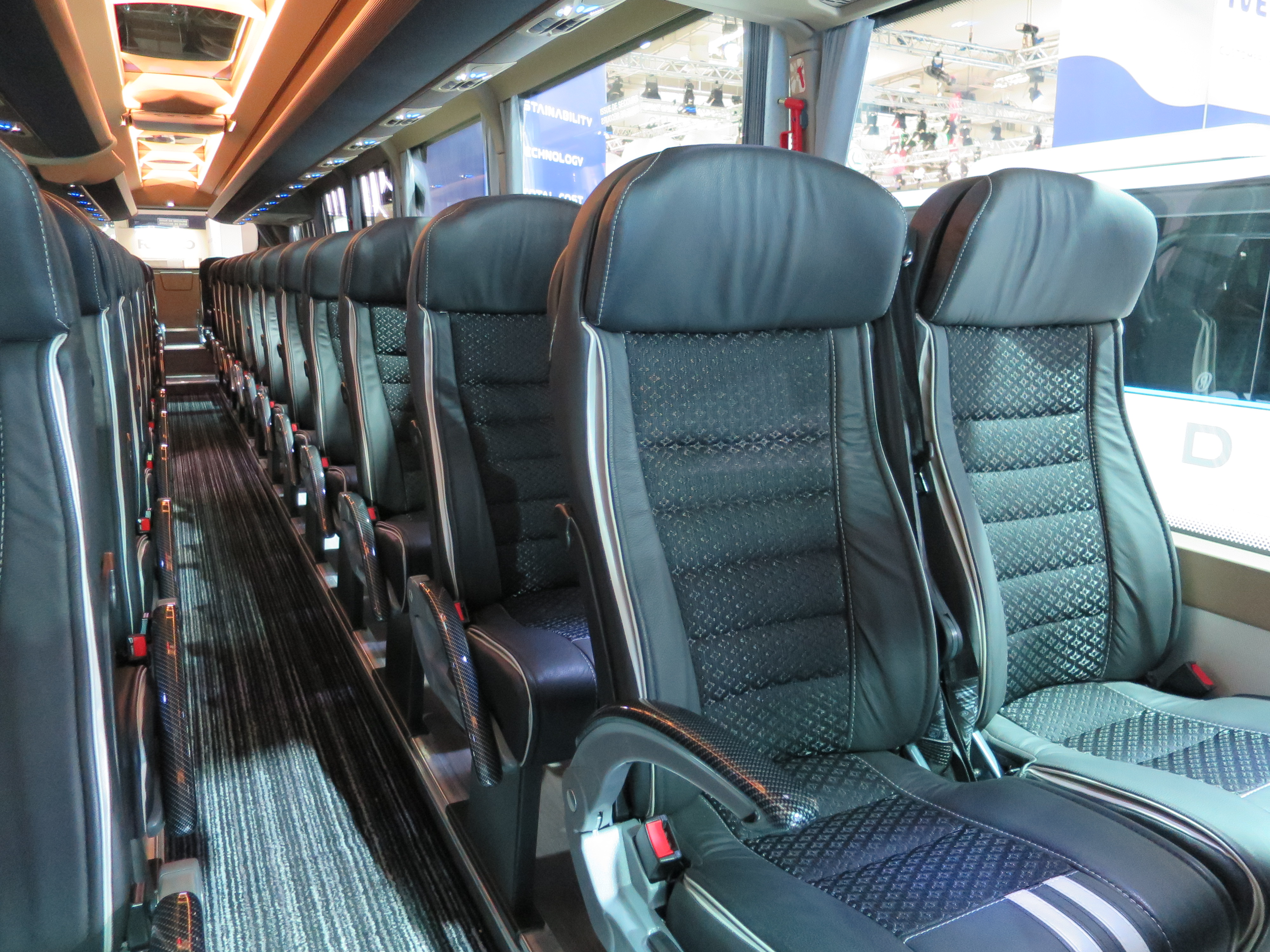
Vue intérieur d'un Magelys Lounge.

Version destinée au transport privé (dit Grand-tourisme) et affecté au transport de personnalité.
- Commercialisation : de 2013 à 2020.
- Longueur : 12,20 et 12,80 m
- Motorisation : Iveco Cursor 9 avec boîte de vitesses ZF Astronic.

## Caractéristiques

### Dimensions
|                                     | Irisbus Magelys HD             | Irisbus Magelys HD              | Irisbus Magelys HDH | Irisbus Magelys Pro | Irisbus Magelys Pro | Iveco Bus Magelys Line / Pro / Lounge        | Iveco Bus Magelys Line / Pro / Lounge        |
| ----------------------------------- | ------------------------------ | ------------------------------- | ------------------- | ------------------- | ------------------- | -------------------------------------------- | -------------------------------------------- |
| 12.2m (2007 à 2013)                 | 12.8m (2007 à 2013)            | 13.8m (2007 à 2013)             | 12.2m (2010 à 2013) | 12.8m (2010 à 2013) | 12.2m (2013 à 2020) | 12.8m (2013 à 2020)                          |                                              |
| Longueur                            | 12 200 mm                      | 12 765 mm                       | 13 800 mm           | 12 200 mm           | 12 800 mm           | 12 200 mm                                    | 12 800 mm                                    |
| Largeur (sans rétroviseurs)         | 2 550 mm                       | 2 550 mm                        | 2 550 mm            | 2 550 mm            | 2 550 mm            | 2 550 mm                                     | 2 550 mm                                     |
| Hauteur (sans clim.)*               | 3 620 mm                       | 3 620 mm                        | 3 815 mm            |                     |                     | 3 620 mm                                     | 3 620 mm                                     |
| Empattement                         | 6 321 mm                       | 6 886 mm                        |                     |                     |                     | 6 321 mm                                     | 6 886 mm                                     |
| Porte-à-faux AV / AR                | 2 619 mm / 3 260 mm            | 2 619 mm / 3 260 mm             |                     |                     |                     | 2 619 mm / 3 260 mm                          | 2 619 mm / 3 260 mm                          |
| Rayon de braquage (entre trottoirs) | 9 025 mm                       | 10 000 mm                       |                     |                     |                     | 8 982 mm                                     | 9 707 mm                                     |
| Angle d'attaque / Fuite             | 8°                             | 8°                              |                     |                     |                     | 7°                                           | 7°                                           |
| Masse à vide**                      |                                |                                 |                     |                     |                     |                                              |                                              |
| P.T.A.C.***                         | 19 000 kg                      | 19 000 kg                       |                     | 19 000 kg           | 19 000 kg           | 19 000 kg                                    | 19 000 kg                                    |
| Capacité assis****                  | 48 à 53 + 1                    | 57 + 1                          | 61 + 1              |                     |                     | 48 à 53 + 1                                  | 48 à 57 + 1                                  |
| Rangement                           | Rack : 1,25 m3 Soute : 9,50 m3 | Rack : 1,31 m3 Soute : 10,80 m3 |                     |                     |                     | Rack : 1,25 m3 Soute : 9,50 m3               | Rack : 1,31 m3 Soute : 10,80 m3              |
| Portes                              | 2                              | 2                               | 2                   | 2                   | 2                   | 2                                            | 2                                            |
| Hauteur du plancher                 | 1 380 mm                       | 1 380 mm                        |                     |                     |                     | 1 380 mm                                     | 1 380 mm                                     |
| Réservoir à combustible             | Gazole : 480 l AdBlue : 60 l   |                                 |                     |                     |                     | Gazole : 480 l (640 en option) AdBlue : 80 l | Gazole : 480 l (640 en option) AdBlue : 80 l |

* = avec climatisation : hauteur non connue ; ** = variable selon l'aménagement intérieur ; *** = le poids total est limité à 18 000 kg dans plusieurs pays européens selon les normes locales ; **** = dans version sans toilettes ajouter deux sièges.

### Chaîne cinématique

#### Moteur

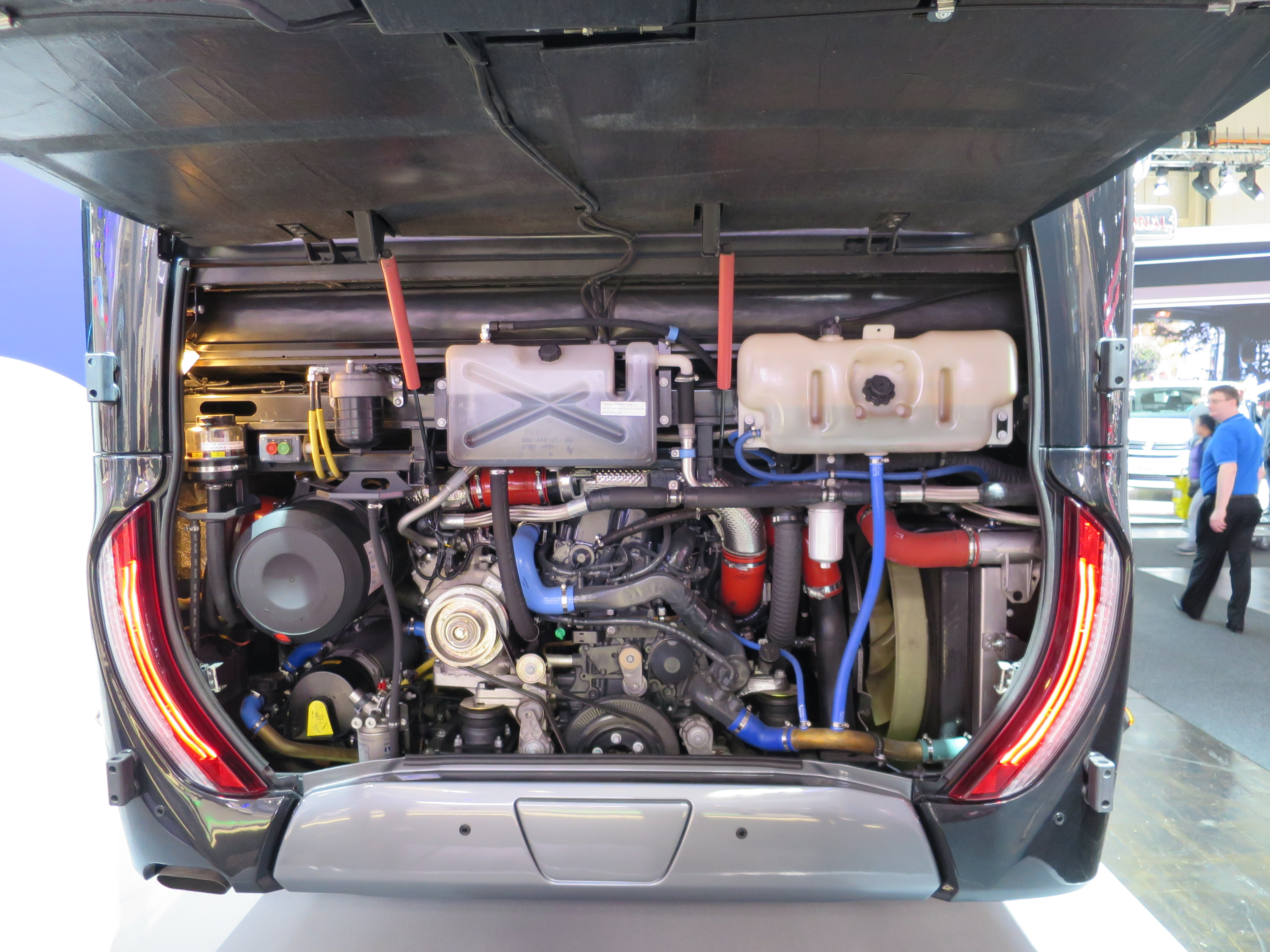
Moteur Iveco Cursor 9.

Le Magelys a eu plusieurs motorisations gazole modifiées au fil des années de sa production en fonction des différentes normes européennes de pollution.
| Modèle                   | Construction | Moteur + Nom                            | Norme Euro      | Cylindrée           | Performance                    | Couple                   | Vitesse maxi* | Consommation + CO2    |
| ------------------------ | ------------ | --------------------------------------- | --------------- | ------------------- | ------------------------------ | ------------------------ | ------------- | --------------------- |
| Irisbus Magelys HD       | 2007 - 2013  | 6 cylindres en ligne Iveco Cursor 8 F2B | Euro 4 et 5 EEV | 7 880 cm3 (7,9 L)   | 242 kW (330 ch) à ... tr/min   | ... N m à ... tr/min     | 100 km/h*     | ... l/100 km ... g/km |
| Irisbus Magelys HDH      | 2007 - 2013  | 6 cylindres en ligne Iveco Cursor 10    | Euro 4 et 5 EEV | 10 310 cm3 (10,3 L) | 331 kW (450 ch) à 1 500 tr/min |                          | 100 km/h*     |                       |
| Irisbus Magelys Pro      | 2010 - 2013  | 6 cylindres en ligne Iveco Cursor 8 F2B | Euro 5 EEV      | 7 880 cm3 (7,9 L)   | 242 kW (330 ch)                |                          | 100 km/h*     |                       |
| Iveco Bus Magelys Line   | 2013 - 2020  | 6 cylindres en ligne Iveco Cursor 9     | Euro 6          | 8 709 cm3 (8,7 L)   | 294 kW (400 ch à 1 600 tr/min  | 1 700 N m à 1 250 tr/min | 100 km/h*     |                       |
| Iveco Bus Magelys Pro    | 2013 - 2020  | 6 cylindres en ligne Iveco Cursor 9     | Euro 6          | 8 709 cm3 (8,7 L)   | 294 kW (400 ch à 1 600 tr/min  | 1 700 N m à 1 250 tr/min | 100 km/h*     |                       |
| Iveco Bus Magelys Lounge | ? - 2020     | 6 cylindres en ligne Iveco Cursor 9     | Euro 6          | 8 709 cm3 (8,7 L)   | 294 kW (400 ch à 1 600 tr/min  | 1 700 N m à 1 250 tr/min | 100 km/h*     |                       |

* = Vitesse bridée

#### Boite de vitesses
Les Magelys sont équipés d'une boite de vitesses semi-automatique ou automatique.
- Boite semi-automatique :
  - ZF Astronic 12 AS à 12 rapports, sur les moteurs Iveco Cursor 8 et 10.
- Boite automatique :
  - ZF 6AS ou 12AS 2001 à 6 ou 12 rapports, sur les moteurs Iveco Cursor 9.

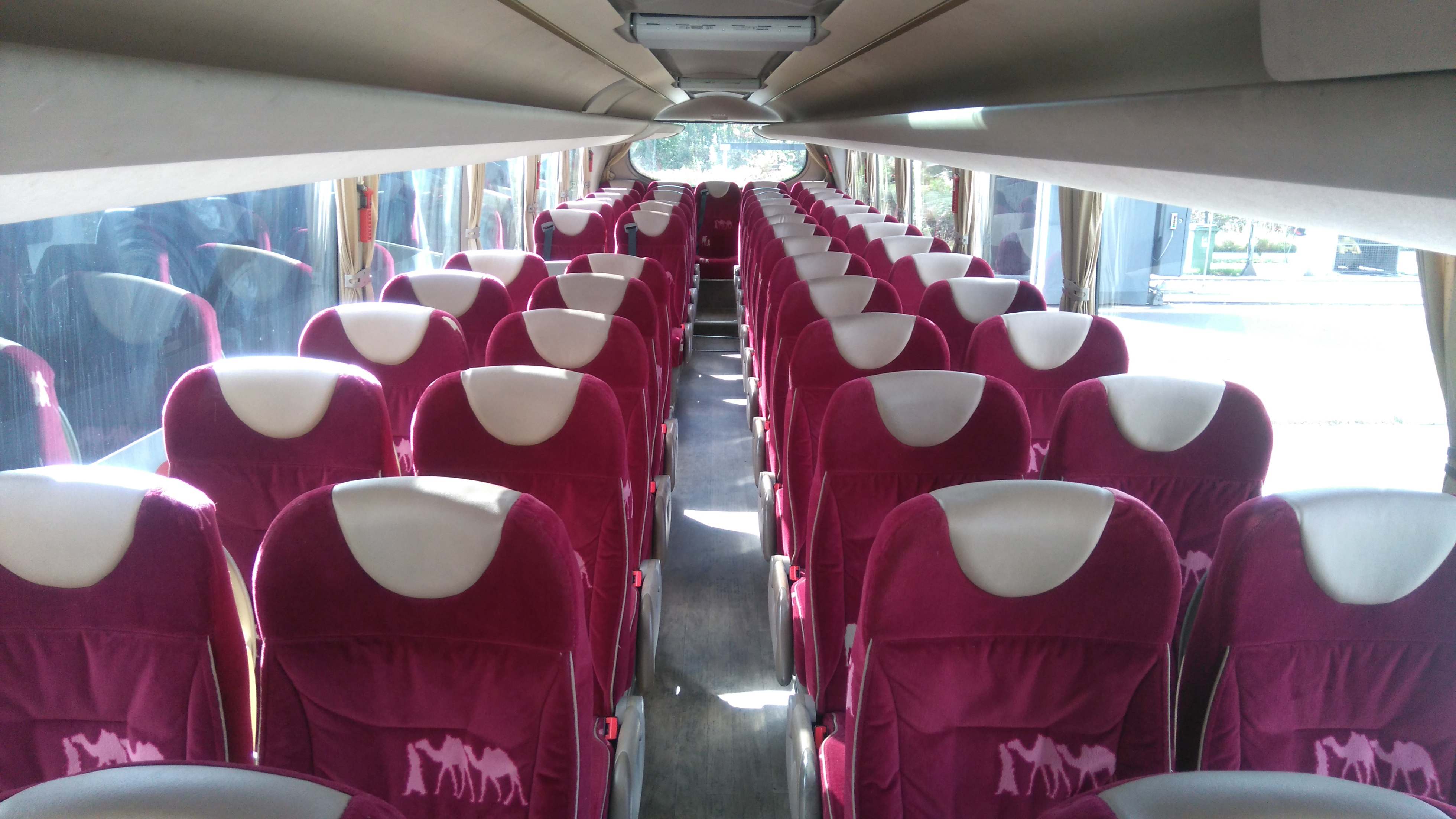
Vue aménagement intérieur Irisbus Magelys (1re série)